# Дубровка (Краснинский район)
Дубровка — деревня в Краснинском районе Смоленской области России. Входит в состав Гусинского сельского поселения. Население — 6 жителей (2007 год). 
Расположена в западной части области в 15 км к северо-западу от Красного, в 2 км южнее автодороги М1 «Беларусь», на берегу реки Березина. В 2 км северо-восточнее деревни расположена железнодорожная станция Гусино на линии Москва — Минск. 

## История
В годы Великой Отечественной войны деревня была оккупирована гитлеровскими войсками в июле 1941 года, освобождена в сентябре 1943 года.